# Yves-André Hubert
Yves-André Hubert, né à Paris le 7 août 1927 et mort au Pecq el 14 juin 2021, est un réalisateur de télévision et metteur en scène de théâtre français. Il a obtenu un Sept d'or en 1988 pour L'Affaire Marie Besnard.

## Filmographie
- 1956 : Bob le flambeur de Jean-Pierre Melville (assistant réalisateur)
- 1959 : Le Déjeuner sur l'herbe, de Jean Renoir (superviseur)
- 1961 : Youm et les longues moustaches
- 1962 : Les Bostoniennes, téléfilm avec Alice Sapritch  et Robert Etcheverry.
- 1963 : Le Chemin de Damas, de la pièce de Marcel Haedrich, téléfilm
- 1963 : Un homme de vérité (d'après l'œuvre originale écrite pour la télévision par Jean-Louis Curtis), avec Michel Galabru, Marthe Alycia, Jean-Jacques Steen, Sylvie Favre, et al. Diffusion le mardi 24/09/1963 à 20h.30
- 1963 : Le Théâtre de la jeunesse : Le Général Dourakine d'après Le Général Dourakine de la Comtesse de Ségur, adaptation Michel Subiela, en 2 parties, première diffusion : 25/12/1963 (première partie) et 01/01/1964 (seconde partie)
- 1964 : Le Théâtre de la jeunesse : La Sœur de Gribouille d'après La Sœur de Gribouille de la Comtesse de Ségur, adaptation Michel Subiela, première diffusion : 25/12/1964
- 1964 : La Confrontation
- 1964 : La Cousine Bette, d'après Honoré de Balzac. Avec Alice Sapritch (Élisabeth Fischer), Jean Sobieski, (Comte Wenceslas Steinbock).
- 1966 : Le Théâtre de la Jeunesse : La Clef des Cœurs (scénario et Dialogue Michel Subiela)
- 1966 : Le Théâtre de la jeunesse : La Belle Nivernaise d'après le roman d'Alphonse Daudet, adaptation Michèle Angot, première diffusion : 19/11/1966
- 1967 : La Bête du Gévaudan, téléfilm
- 1968 : Les Mésaventures de Jean-Paul Choppart (#Senlis/Noel)
- 1968 : Souffler n’est pas jouer
- 1969 : Si seulement tu voulais regarder par la fenêtre (Issy-les-M.)
- 1972 : Pot-Bouille, d'après Émile Zola.
- 1972 : François Malgorn, séminariste ou celui qui n'était pas appelé (Bretagne).
- 1973 : Hans (Queyras)
- 1973 : Jeanne d'Arc d'après le drame de Charles Péguy avec Catherine Morley
- 1973 : Romain Kalbris d'après le roman d'Hector Malot avec Gilles Laurent, Reine Bartève, Andrée Champeaux, Hubert Gignoux
- 1974 : Plaies et Bosses (Irlande)
- 1974 : Agathe ou l’Avenir rêvé
- 1975 : Un bail pour l’éternité (Sardaigne)
- 1976 : Le Lauzun de la Grande Mademoiselle (Châteaux Loire +)
- 1977 : Le roi se meurt d'Eugène Ionesco, mise en scène Jorge Lavelli, Comédie-Française
- 1978 : Douze jours pour entrer dans l’Histoire (De Gaulle en juin 1940 )(Paris/Londres)
- 1979 : Othello (TV)
- 1979 : Lucrèce Borgia (TV)
- 1980 :  La Fortune des Rougon (roman d'Émile Zola)
- 1980 : Les Parents terribles
- 1980 : Vient de paraître
- 1982 : Emmenez-moi au théâtre : Patate de Marcel Achard, mise en scène Pierre Mondy
- 1982 : Malesherbes, avocat du Roi (Loire)
- 1983 : Yalta (Yougoslavie)
- 1983 : Le Général a disparu (De Gaulle en mai 1968/Baden-Baden/Colombey)
- 1984 : Emmenez-moi au théâtre : Chéri
- 1986 : Samedi, dimanche, lundi
- 1986 : L'Affaire Marie Besnard avec Alice Sapritch et Bernard Fresson  (3 « 7 d’or »[2])(Loudun/Meaux)
- 1986 : Le Cri de la chouette (d'après Hervé Bazin) (Lyon)
- 1988 : L'Éloignement de Loleh Bellon
- 1988 : Adorable Julia (téléfilm) mise en scène de Jean-Paul Cisife, au Théâtre Hébertot
- 1988 : Le Temps mort (Toulouse)
- 1988 : Le Soulier de satin de Paul Claudel, mise en scène d'Antoine Vitez
- 1989 : Catherine de Médicis (sélection « 7 d’or »(Chambord/Vincennes)
- 1993 : L'Amour foot de Robert Lamoureux, mise en scène de Francis Joffo
- 2000 : L'Avare de Molière, mise en scène Andrei Serban, Comédie-Française
- 2001 : Le Bourgeois gentilhomme de Molière, mise en scène Jean-Louis Benoît, Comédie-Française

## Théâtre
- 1996 : Potins d'enfer de Jean-Noël Fenwick, Théâtre Rive Gauche